# Sabana Capital
Sabana Capital será un rascacielos de 150 metros de altura y 42 plantas ubicado en la ciudad de San José, Costa Rica en la Avenida de las Américas, contiguo al edificio del Instituto Costarricense de Electricidad y enfrente del Parque Metropolitano La Sabana.
La torre, por su altura, se convertirá en el edificio más alto de Costa Rica y de América Central, excluyendo a Panamá, y superando a las torres Igvanas Tara Eco City en San Pedro Sula, Honduras. Este edificio será desarrollado por la empresa constructora costarricense H Solís y comenzará a construirse estimadamente en el año 2020. Se tiene planeado invertir $100 millones en el desarrollo del proyecto.
La promotora del proyecto, H Solís, se incursionó hace poco tiempo en la materia de construcciones verticales con el edificio Q-BO Skyhomes de 20 pisos, debido a que tiene gran reconocimiento, pero por la construcción de carreteras.

## Cancelación de proyectos de H. Solís
La empresa constructora y anunciante de Sabana Capital H. Solís canceló cuatro proyectos inmobiliarios en 2020, entre los que se encontraba el que sería el edificio más alto de Curridabat, Foro Curridabat (de 27 niveles), según la empresa debido a la mala situación económica del país y a las escasas ventas de condominios; éste factor dio origen a la especulación sobre la viabilidad y la posibilidad que tiene H. Solís para construir el edificio Sabana Capital debido a su mayor envergadura y un requerimiento presupuestario elevado. Sin embargo, éstos aseguraron que este si se llevaría a cabo y que no está entre los cancelados, al menos por el momento. 